# Dolní Předměstí (Boskovice)
Dolní Předměstí (německy Untere Vorstadt) je bývalé předměstí v Boskovicích v okrese Blansko. Pod názvem Boskovice Dolní předměstí se do roku 1953 také jednalo o samostatné katastrální území.

## Historie
Dolní Předměstí vzniklo jako jedno ze dvou předměstských osídlení středověkých Boskovic. Nacházelo se západně od města, až do 19. století jej tvořila oboustranná zástavba podél cest vedoucích západním směrem – dnešní ulice Bílkova a Komenského. Na zástavbu podél druhé jmenované navazovaly již v 19. století také dvě kolmé ulice (dnešní Dr. Svěráka a Bezručova). Na území Dolního Předměstí se nachází boskovický židovský hřbitov. V roce 1908 byla na okraji Dolního Předměstí postavena železniční stanice na nově zprovozněné trati z Velkých Opatovic do Skalice nad Svitavou. Již od konce 19. století, ale především v meziválečném období vznikla na území Dolního Předměstí nová městská čtvrť (severně od Sokolské ulice). V roce 1953 byla provedena rozsáhlá změna katastrálních území v Boskovicích: do té doby samostatné katastry Dolního a Horního Předměstí a židovského města byly sloučeny s katastrem historického jádra Boskovic; po této změně postupně místní název Dolního a Horního Předměstí zcela vymizel. V 70. a 80. letech 20. století byla zbořena převážná část původní zástavby ulice Komenského a severní strana Bílkovy ulice a na volném prostoru mezi těmito dvěma komunikacemi vzniklo panelové sídliště.

## Galerie

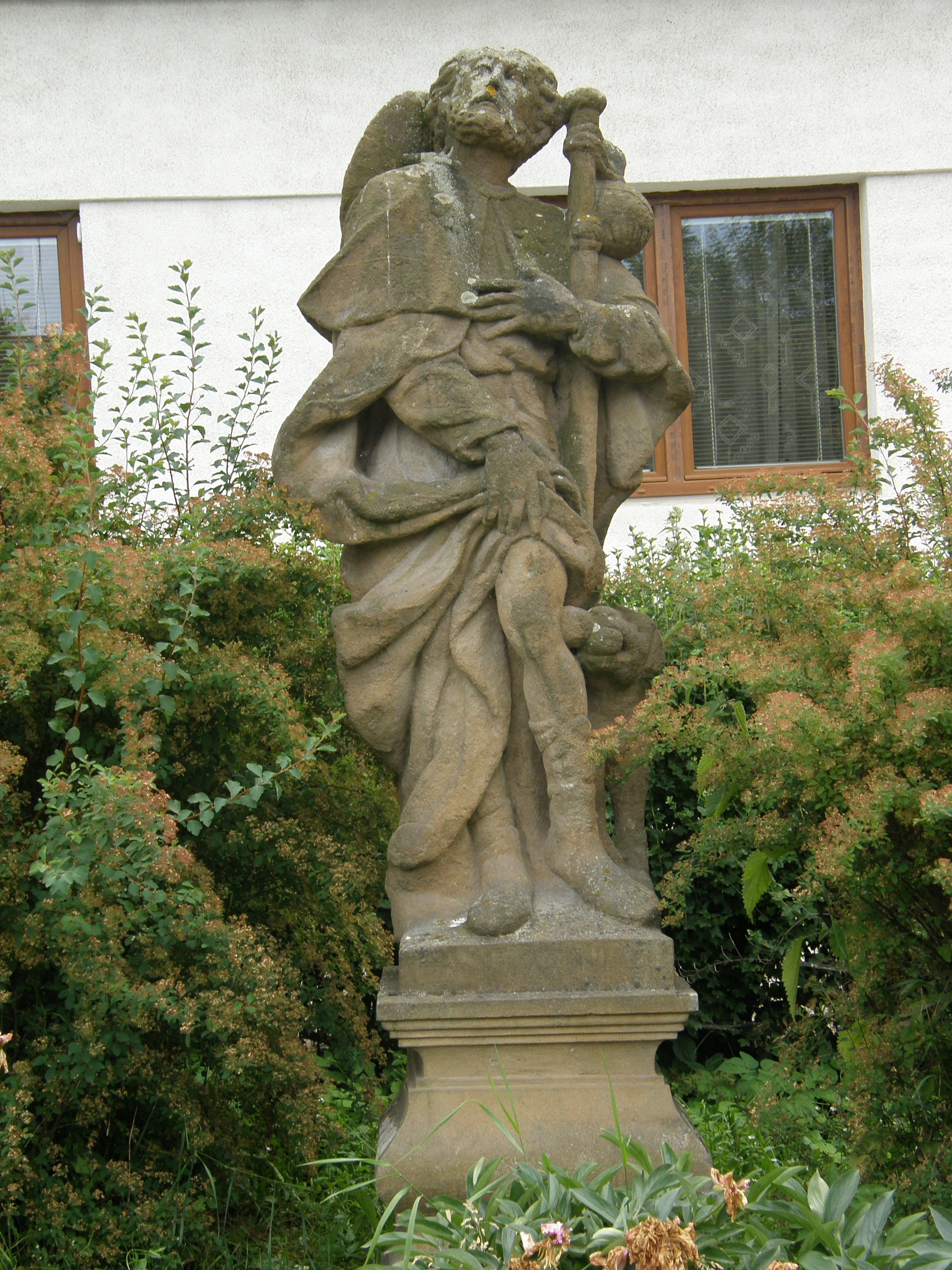
Socha svatého Rocha v Bílkově ulici na bývalém Dolním Předměstí
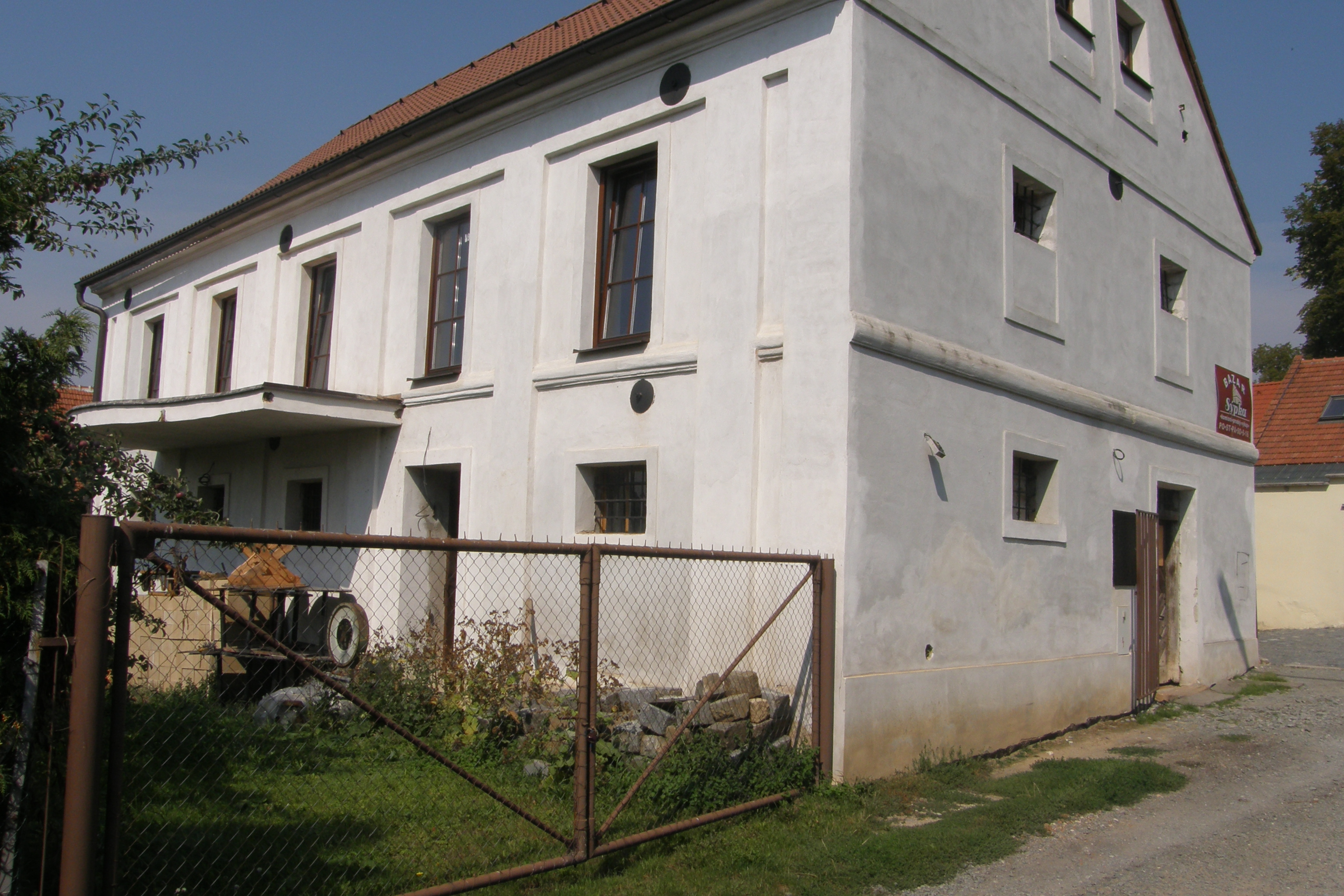
Klasicistní sýpka
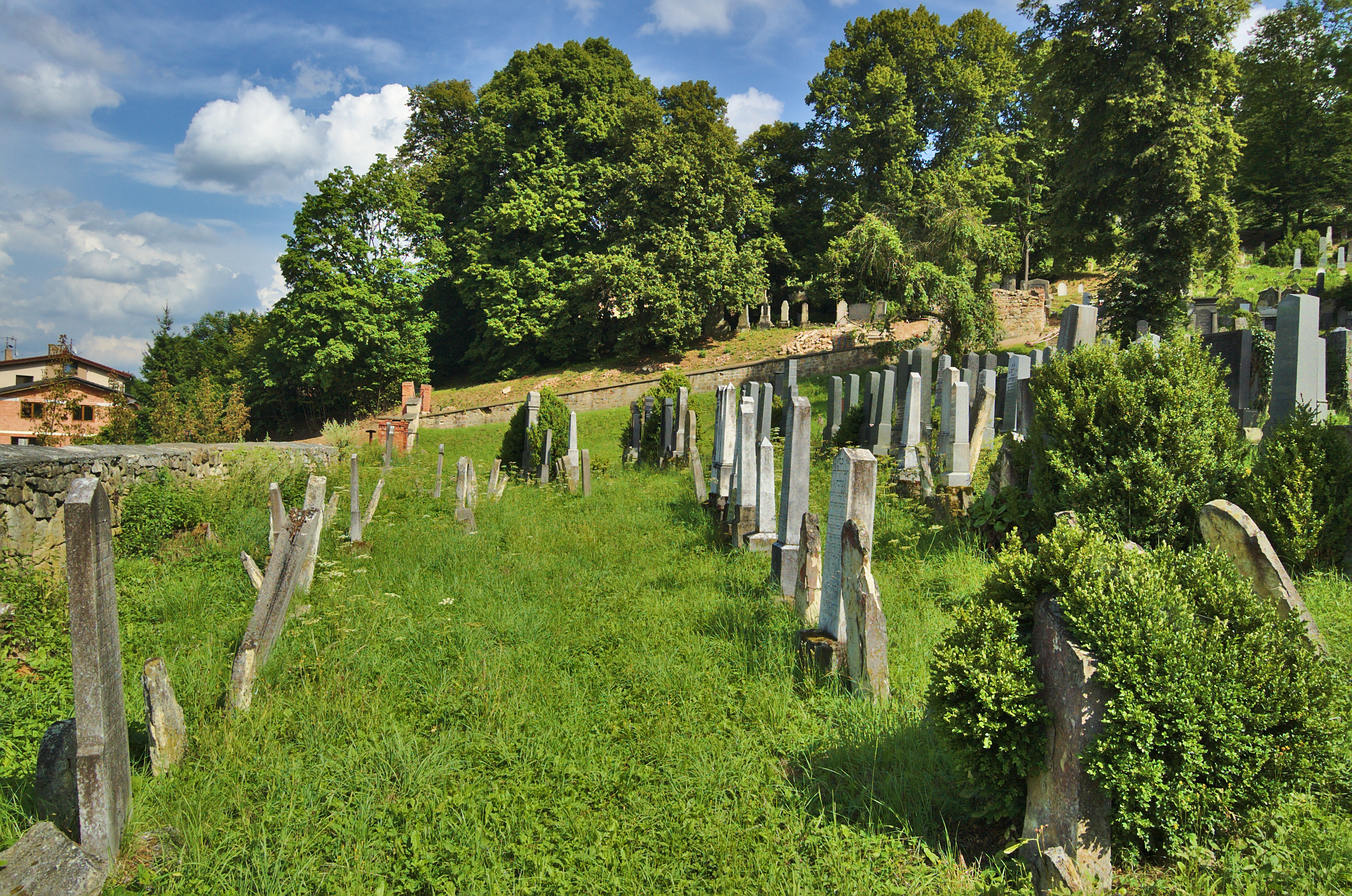
Židovský hřbitov